# Erica (Drenthe)

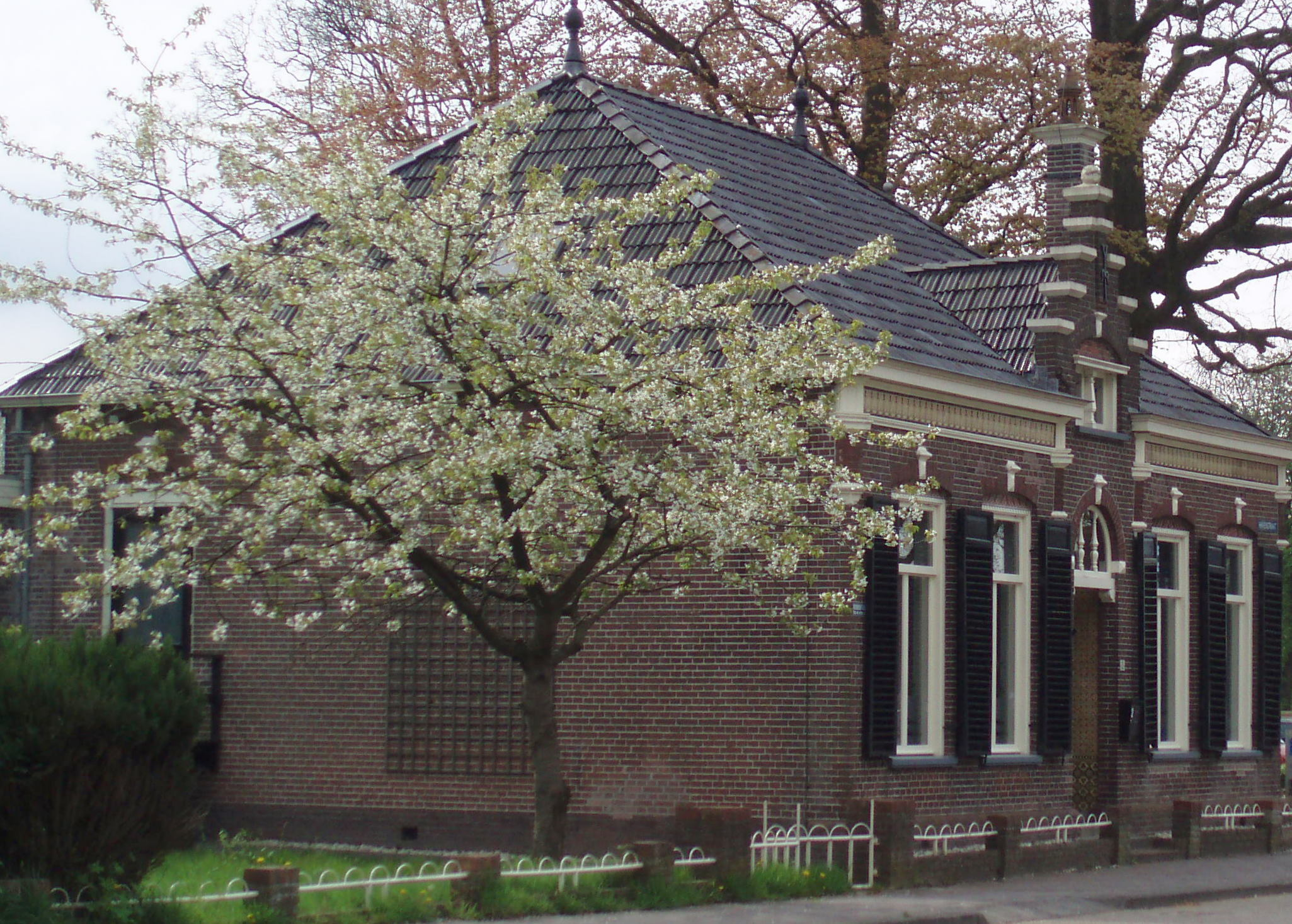
Huis in Erica

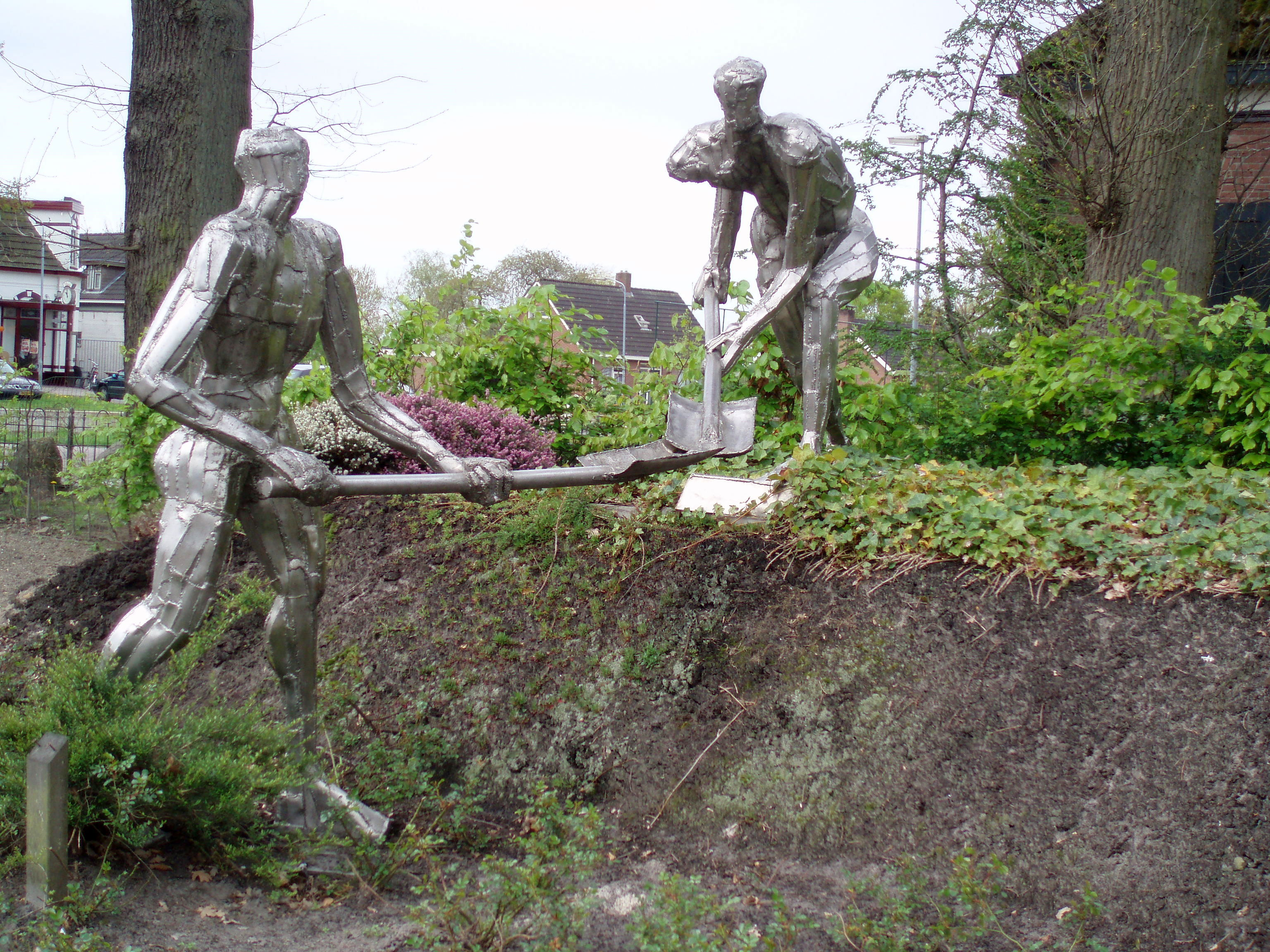
De Kanaalgravers

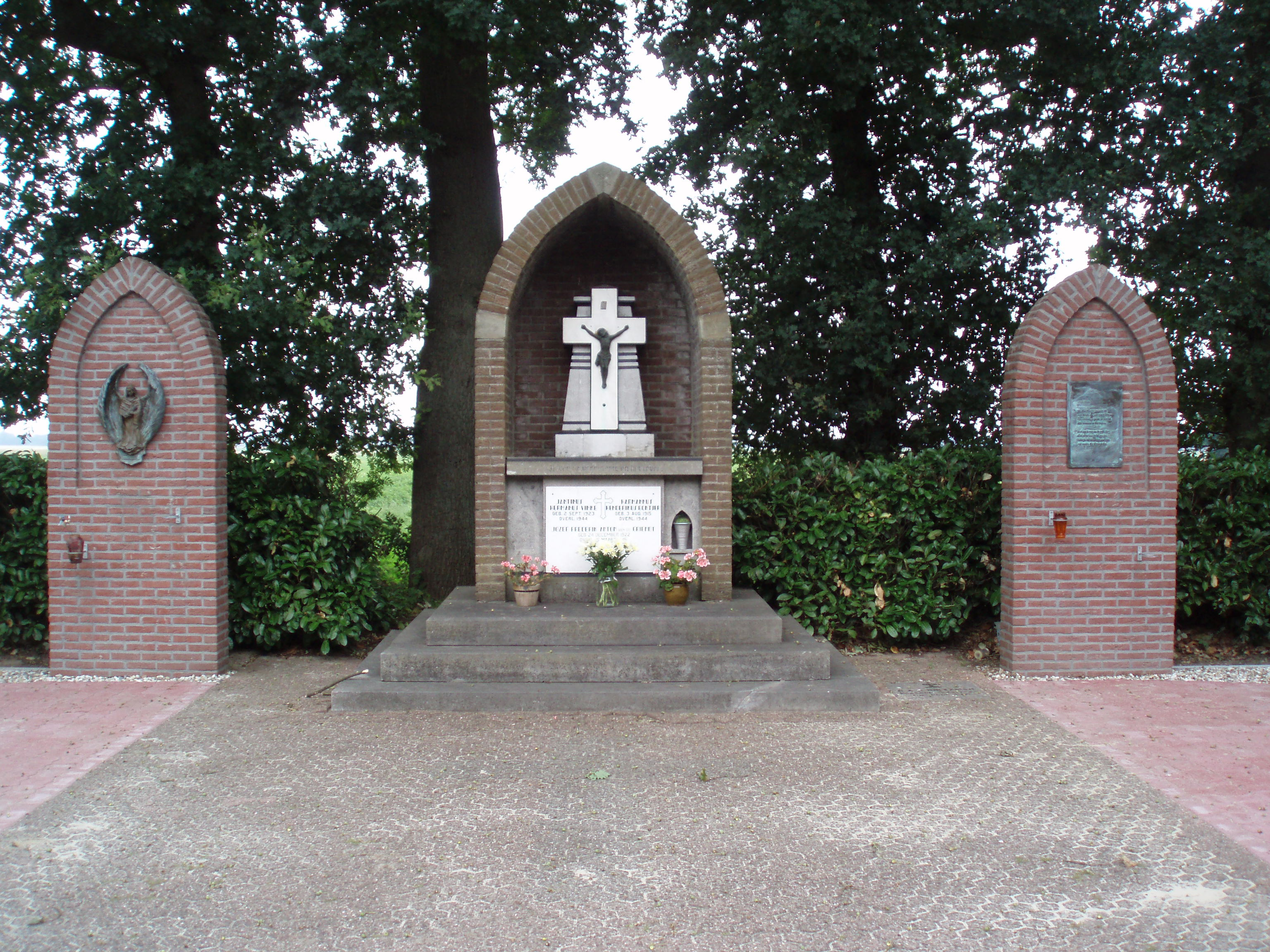
Rooms-Katholieke begraafplaats Erica

Erica (Drents: Erica) is een dorp in de gemeente Emmen, in de Nederlandse provincie Drenthe. Het ligt ten zuiden van Emmen, precies gelegen tussen Nieuw-Amsterdam, Emmen, Klazienaveen en Schoonebeek.
De A37 loopt langs Erica. In 2023 kende het dorp 4.750 inwoners.

## Geschiedenis
Erica is rond 1863 ontstaan als boekweitkolonie op de hogere zandgronden, als tussenpost op de weg van Schoonebeek naar Emmen. Hiervóór was er in 1850 een schans (Bergerschans) aanwezig, die mogelijk een eeuw eerder is aangelegd. Erica groeide later uit tot een echte veenkolonie toen rond 1863 de Hoogeveense Vaart gereed kwam; het centrum verschoof naar het zuiden en kwam aan het kanaal te liggen.
De eerste bewoners waren kanaalgravers die zich na het gereedkomen van de Bladderswijk, wat een verlenging is van het Oranjekanaal (1863), wilden vestigen net ten zuiden van het Oranjekanaal bij Zuidbarge. Deze werden echter verjaagd door de Zuidbarger boeren met de mededeling zich verderop te vestigen. Ze werden verwezen naar de uitlopers van de Hondsrug een paar kilometer zuidelijker. De meesten hielden het voor gezien en gingen terug naar Slagharen. Twee gezinnen bleven echter en vestigden zich op de plaats die later Erica zou gaan heten. De namen van deze gezinnen: Geert Tien en Anton Lipholt. Zij kwamen uit Duitsland en reisden via Slagharen naar Zuidoost-Drenthe om kanalen te graven. Daarom zijn er ook veel gezinnen nog rooms-katholiek (44%). Hetzelfde jaar vestigden zich nog drie gezinnen uit Slagharen, dit waren boekweitboeren die zich genoodzaakt zagen om te verhuizen, omdat er in de omgeving van Slagharen geen veen meer was om dit gewas op te verbouwen. Het waren de gezinnen Geert Veltrop, Frans Fahrweg en Hendrikus Kotterink. Dit waren kinderrijke gezinnen.
Zij noemden hun nieuwe woonplaats naar waar ze vandaan kwamen "Nieuw-Slagharen". Het was echter de burgemeester van Emmen, mr. Lucas Oldenhuis Tonckens, die het dorp definitief de naam Erica gaf, wat de Latijnse naam is voor dophei.
In 1902 kreeg Erica een verbinding per stoomtram toen de DSM de lijn van Nieuw-Amsterdam naar deze plaats aanlegde. De lijn werd uiteindelijk doorgetrokken naar Ter Apel. In 1947 werd het vervoer per stoomtram beëindigd.
Koningin Beatrix bezocht Erica met rubberlaarzen tijdens de hevige wateroverlast op 30 oktober 1998; ook premier Wim Kok deed Erica aan, een dag eerder. Dit gebeurde bij de kwekerijen Duijndam en Van Velzen aan de Warmoesweg.

### 21ste eeuw
Erica telt anno 2013 zo'n 4880 inwoners waarvan ongeveer 1200 onder de 18 jaar. Er zijn sportvelden, een ijsbaan, een uitgebreide sporthal en er is een zwembad dat geheel door de Ericase bevolking wordt bekostigd. De werkgelegenheid bestaat vooral uit glastuinbouw en een daaraan verbonden groot bedrijf dat kassen bouwt. Op 8 augustus 2015 vond de eerste editie plaats van Het Groeifestival, een gevarieerd familieprogramma met lokale biologische producten, muziek en poëzie. Ook is er een aantal kleinere bedrijven en detailhandel. In mei 2013 bestond het dorp 150 jaar. Dit werd gevierd met onder meer een boek over de geschiedenis van het dorp en een optocht van praalwagens.

## Buurtschappen
- de Kommerhoek[2]
- de Peel / Amsterdamscheveld

## Bezienswaardigheden
- Aan de Havenstraat staat een kunstwerk van roestvast staal getiteld De Kanaalgravers. Op deze plaats bevond zich vroeger de inmiddels gedempte haven.[3] De beeldengroep bestaat uit twee kanaalgravers. De onderste werkman geeft zijn schep zand door aan de bovenste en symboliseert zo de wijze waarop destijds de kanalen zijn gegraven.
- Korenmolen De Heidebloem staat aan de Verlengde Vaart ZZ en is meestal op zaterdag te bezichtigen.

### Musea
- Industrieel Smalspoor Museum

## Sport en recreatie
Erica kent twee voetbalclubs: zondagvereniging Sportclub Erica en zaterdagvereniging Erica '86. Daarnaast zijn er verenigingen voor scouting, badminton, gymnastiek, handbal en volleybal.

## Muziek
- Erica is onder andere bekend door Skik (1994) de popgroep die hier haar thuisbasis heeft en landelijk bekend raakte met Drentse teksten zoals de hit Op fietse en door Lohues & the Louisiana Blues Club (2003) met voorman Daniël Lohues.
- Vanaf 2016 vindt er jaarlijks het muziekfestival Pitfest plaats, dat zich met name richt op punk, hardcore en metal.[4]
- Sinds 2008 wordt er door lokale omroep Gigant FM elk jaar in de zomer het Giganten Gala georganiseerd, dat zich richt op de Nederlandstalige muziek.[5]
- Tussen 2010 en 2015 vonden er 16 edities van het muziekconcept Groeilamp plaats. Daarbij hebben lokale, nationale en internationale muzikanten op geheime locaties in Erica opgetreden.
- Vanaf 2014 vindt er jaarlijks het muziekfestival Festerica plaats. Dit is een muziekfestival georganiseerd door "Vrienden van Erica". Lokale en nationale muzikanten/bands hebben hier opgetreden[6].

## Bekende personen geboren in Erica of daar gewoond hebbend
- Wilhelm Jonker (1848-1932), evangelist
- Margot Vos (1891-1985), dichteres
- Tonny Roosken (1934-2017), voetballer
- Jan Schoffelmeijer (1965), beeldend kunstenaar
- Daniël Lohues (1971), zanger, songwriter en multi-instrumentalist

Drenthe: Steden en dorpen      Nederland: Provincies · Gemeenten